# Leśny Dwór (Szczytno)
Leśny Dwór (deutsch Grüneberge) ist ein kleiner Ort in der polnischen Woiwodschaft Ermland-Masuren und gehört zur Gmina Szczytno (Landgemeinde Ortelsburg) im Powiat Szczycieński (Kreis Ortelsburg).

## Geographische Lage
Leśny Dwór ist eine „Osada podmiejska“ („Vorortsiedlung“) unmittelbar an der südlichen Grenze der Stadt Szczytno (deutsch Ortelsburg) in der südlichen Mitte der Woiwodschaft Ermland-Masuren.

## Geschichte
Das einstige Grüneberge wurde 1893 gegründet und war Sitz eines Forstamtes (Oberförsterei). Bis 1929 war der Ort ein eigenständiger Forstgutsbezirk und gehörte ab 1894 zum Amtsbezirk Schiemanen (polnisch Szymany) im ostpreußischen Kreis Ortelsburg. Im Jahre 1905 zählte der Gutsbezirk 30 Einwohner in fünf Wohnhäusern; zu ihm gehörten die Wohnplätze Kutzbergmühle, Forsthaus Materschobensee, Forsthaus Ostau sowie Forsthaus Rocklaß.
Aufgrund der Bestimmungen des Versailler Vertrags stimmte die Bevölkerung im Abstimmungsgebiet Allenstein, zu dem Grüneberge gehörte, am 11. Juli 1920 über die weitere staatliche Zugehörigkeit zu Ostpreußen (und damit zu Deutschland) oder den Anschluss an Polen ab. In Grüneberge stimmten 29 Einwohner für den Verbleib bei Ostpreußen, auf Polen entfielen keine Stimmen.
Am 30. September 1928 schloss sich der Gutsbezirk Grüneberge mit drei Nachbargutsbezirken zur neuen Landgemeinde Reußwalde (polnisch Ruski Bór), Anteil Kreis Ortelsburg, Forst, im Amtsbezirk Korpellen (polnisch Korpele) zusammen.
1945 wurde Grüneberge in Kriegsfolge zusammen mit dem ganzen südlichen Ostpreußen an Polen überstellt. Der Ort erhielt die polnische Namensform „Leśny Dwór“ und ist heute als Siedlung mit Sitz eines Schulzenamtes (polnisch Sołectwo) eine Ortschaft im Verbund der Landgemeinde Szczytno (Ortelsburg) im Powiat Szczycieński (Kreis Ortelsburg), bis 1998 der Woiwodschaft Olsztyn, seither der Woiwodschaft Ermland-Masuren zugehörig.

## Kirche
Grüneberge war bis 1945 in die evangelische Kirche Ortelsburg in der Kirchenprovinz Ostpreußen der Kirche der Altpreußischen Union sowie in die römisch-katholische Pfarrei Ortelsburg im damaligen Bistum Ermland eingepfarrt. Heute gehört auch Leśny Dwór kirchlicherseits zur Kreisstadt – zur katholischen Pfarrkirche, die jetzt dem Erzbistum Ermland zugeordnet ist, und zur evangelischen Kirche, jetzt zur Diözese Masuren der Evangelisch-Augsburgischen Kirche in Polen zugehörig.

## Verkehr
Leśny Dwór ist von der Stadt Szczytno aus über die Landesstraße 57 in wenigen hundert Metern zu erreichen. Szczytno ist die nächste Bahnstation für Leśny Dwór an den Bahnstrecken Olsztyn–Ełk sowie Chorzele–Szczytno.